# Laportea humilis
Laportea humilis är en nässelväxtart som beskrevs av Carl Karl Adolf Georg Lauterbach. Laportea humilis ingår i släktet Laportea och familjen nässelväxter. Inga underarter finns listade i Catalogue of Life.